# Déri Gyula
Déri Gyula, családi nevén Leidenfrost (Debrecen, 1854. október 21. – Budapest, 1919. február 4.) író, újságíró, lapszerkesztő.

## Élete
Apja Leidenfrost Gyula (1821–1882) ügyvéd, Debrecen város tanácsosa, gazdasági író volt; nagyapja, aki mint törzstiszt vándorolt be hazánkba, unokaöcscse volt Johann Gottlob Leidenfrost quedlinburgi egyetemi tanárnak, a Leidenfrost-hatás néven ismert fizikai tantétel híres magyarázójának. Anyja nemes Kiss Orbán Teréz (1828–1902) volt. Unokaöccse Leidenfrost Gyula (1885–1967) tengerkutató, ismeretterjesztő író volt.
1863-tól Debrecenben, 1867-től Kassán járt iskolába. 1870-ben a budapesti műegyetem hallgatója volt, 1871-től 1874-ig a debreceni jogakadémián, majd 1875-től 1879-ig ismét a budapesti műegyetemen tanult.
1879-ben lépett az akkor megindult Pesti Hirlap szerkesztőségébe; 1881. januárban az Egyetértés munkatársa, később segédszerkesztője lett és a lap egész társadalmi részét önállóan szerkesztette. 1883. márciusban megvált a laptól és rövid ideig Polónyi Géza országgyűlési képviselő főszerkesztése alatt mint felelős szerkesztő a Nemzeti Ujság című politikai képes napilapnál dolgozott, majd átvette a Kreith gróf által kiadott Szemle szerkesztését névtelenül. 1884. augusztustól a Budapesti Hirlap szerkesztőségében dolgozott, ahol a hírek rovatát vezette 1886 végéig. Azután a Budapesti Ujsághoz ment vezércikkírónak, de 1889-ben visszatért a Budapest Hirlaphoz, ahol belső munkatársként  vezércikkíróként működött. 1892-től a Telefonhírmondó munkatársa, 1901-től a Társadalmi Szemle szerkesztője volt. 1904-ben elnöki titkára lett az Uránia tudományos  egyesületnek. 1908-tól minisztériumi tisztviselő volt, ekkor többek között munkásgimnáziumok szervezésével foglalkozott. 
A fenti lapokon kívül is számos lapban jelentek meg cikkei, tárcái. Írt regényeket, elbeszéléseket és ismeretterjesztő műveket is. Álnevei a lapokban: Bayard, Kiss Mihály, Szenvey Gyula, Blair és Jajfagyi Julius.

## Munkái
Aki nem tudott lemondani, regény (Budapest 1887); Forgószélben, elbeszélés (1896); 
Ujabb elbeszélések (1898); 
Sírbolt, regény (1902); 
Kispipa-adomák (1903); A magyar University Extension (1901—1910, 10 k.); 
Téli tanfolyamok az iparos ifjúsági egyesületekben (1904); A cigányok Magyarorszagon (1908, a belügym. kiadása) ; Voíksbildungsbestrebungen in Ungarn (Hamburg 1905); A magyar ellenzéki hírlapírás története (1906); Petőfi Zoltán élete (1909). A Sportlovagok c. énekes bohózatát 1905. adták a Népszínházban.
- A ki nem tudott lemondani (három kötet, Budapest, 1887)
- Forgószélben (elbeszélés, Budapest, 1897)
- Ujabb elbeszélések (1898)
- Sírbolt (regény, 1902)
- Kispipa-adomák (1903)
- A magyar University Extension (I–X. 1901–1910)
- Sportlovagok (színmű, 1905)
- A magyar ellenzéki hírlapírás története (Budapest, 1906)
- A cigányok Magyarországon (1908);
- Petőfi Zoltán élete (Budapest, 1909).